# Sīān-e Soflá
Sīān-e Soflá (persiska: سِيان سُفلَى, سيانِ پائين, سيان سفلى) är en ort i Iran.   Den ligger i provinsen Markazi, i den centrala delen av landet, 240 km sydväst om huvudstaden Teheran. Sīān-e Soflá ligger 1 896 meter över havet och antalet invånare är 422.
Terrängen runt Sīān-e Soflá är kuperad åt sydost, men åt nordväst är den platt.Runt Sīān-e Soflá är det ganska tätbefolkat, med 67 invånare per kvadratkilometer. Närmaste större samhälle är Varcheh, 12,8 km väster om Sīān-e Soflá. Trakten runt Sīān-e Soflá består i huvudsak av gräsmarker.